# Картина взаємодії
Картина взаємодії (картина Дірака) — спосіб опису квантовомеханічних явищ, проміжний між картиною Шредінгера й картиною Гейзенберга. Така картина закладає залежність від часу й до хвильових функцій, і до операторів.

## Перехід до картини взаємодії
Для переходу до картини взаємодії необхідно гамільтоніан системи розділити на дві частини:
{\displaystyle {\hat {H}}={\hat {H}}_{0}+{\hat {V}},}
- {\displaystyle {\hat {H}}_{0}} — гамільтоніан системи без врахування взаємодії між певними її частинами,
- {\displaystyle {\hat {V}}} відповідає за опис цієї взаємодії.

Часто таке розділення виконують із тих міркувань, що задача з гамільтоніаном {\displaystyle {\hat {H}}_{0}} розв'язується точно, а {\displaystyle {\hat {V}}} є малим збуренням. Зокрема, якщо вихідний гамільтоніан {\displaystyle {\hat {H}}} явно залежить від часу, то часто залежність від часу переносять на {\displaystyle {\hat {V}}}, залишаючи {\displaystyle {\hat {H_{0}}}} незалежним від часу.

### Оператор еволюції
Унітарний оператор еволюції {\displaystyle {\hat {U}}_{0}(t)} вводиться таким чином:
{\displaystyle |\psi _{S}(t)\rangle ={\hat {U}}_{0}(t)|\psi _{I}(t)\rangle ,}
де {\displaystyle |\psi _{S}(t)\rangle } — хвильова функція в картині Шредінгера.
Якщо гамільтоніан {\displaystyle {\hat {H_{0}}}} явно не залежить від часу, то:
{\displaystyle {\hat {U}}_{0}(t)=e^{-{\frac {i{\hat {H_{0}}}t}{\hbar }}},}
що випливає з рівняння:
{\displaystyle i\hbar {\frac {d{\hat {U}}_{0}}{dt}}={\hat {H}}_{0}{\hat {U}}_{0}.}

### Рівняння руху для операторів
Часова залежність закладається до операторів фізичних величин за допомогою оператора еволюції (аналогічно до картини Гейзенберга):
{\displaystyle {\hat {A}}_{I}(t)={\hat {U}}_{0}^{\dagger }(t){\hat {A}}{\hat {U}}_{0}(t).}
Далі, якщо записати повну похідну від оператора {\displaystyle {\hat {A}}_{I}(t)}:
{\displaystyle {\frac {d{\hat {A}}_{I}(t)}{dt}}={\frac {\partial {\hat {A}}_{I}(t)}{\partial t}}+{\frac {i}{\hbar }}{\hat {H}}_{0}e^{\frac {i{\hat {H}}_{0}t}{\hbar }}{\hat {A}}e^{-{\frac {i{\hat {H}}_{0}t}{\hbar }}}-{\frac {i}{\hbar }}e^{\frac {i{\hat {H}}_{0}t}{\hbar }}{\hat {A}}e^{-{\frac {i{\hat {H}}_{0}t}{\hbar }}}{\hat {H}}_{0}={\frac {\partial {\hat {A}}_{I}(t)}{\partial t}}+{\frac {i}{\hbar }}{\hat {H}}_{0}{\hat {A}}_{I}(t)-{\frac {i}{\hbar }}{\hat {A}}_{I}(t){\hat {H}}_{0}.}
Остаточно, якщо записати отриманий вираз через комутатор, маємо рівняння руху для операторів:
{\displaystyle i\hbar {\frac {d{\hat {A}}_{I}(t)}{dt}}=i\hbar {\frac {\partial {\hat {A}}_{I}(t)}{\partial t}}+[{\hat {A}}_{I}(t),{\hat {H}}_{0}].}
Якщо оператор {\displaystyle {\hat {A}}_{I}} явно не залежить від часу, рівняння руху має вигляд:
{\displaystyle i\hbar {\frac {d{\hat {A}}_{I}}{dt}}=[{\hat {A}}_{I},{\hat {H}}_{0}].}

### Рівняння для хвильових функцій
Записавши оператор взаємодії {\displaystyle {\hat {V}}} у картині взаємодії:
{\displaystyle {\hat {V}}_{I}(t)={\hat {U}}_{0}^{\dagger }(t){\hat {V}}{\hat {U}}_{0}(t),}
можна отримати рівняння для хвильових функцій:
{\displaystyle i\hbar {\frac {\partial |\psi _{I}(t)\rangle }{\partial t}}={\hat {V}}_{I}(t)|\psi _{I}(t)\rangle .}

## Зв'язок із картинами Шредінгера й Гейзенберга
Картина взаємодії — проміжна між картинами Шредінгера й Гейзенберга. Перехід від картини Шредінгера до картини взаємодії виконується за допомогою оператора еволюції {\displaystyle {\hat {U}}_{0}}, що задається опорним гамільтоніаном {\displaystyle {\hat {U}}_{0}}. Перейти від картини взаємодії до картини Гейзенберга можна, ввівши ще один оператор еволюції {\displaystyle {\hat {\sigma }}}, який діє наступним чином:
{\displaystyle |\psi _{I}(t)\rangle ={\hat {\sigma }}(t)|\psi _{H}\rangle }
і задається рівнянням:
{\displaystyle i\hbar {\frac {d{\hat {\sigma }}(t)}{dt}}={\hat {V}}_{I}(t){\hat {\sigma }}(t).}
Таким чином, можна ввести повний оператор еволюції {\displaystyle {\hat {U}}(t)={\hat {U}}_{0}(t){\hat {\sigma }}(t)}, який переводить хвильову функцію з картини Гейзенберга до картини Шредінгера через картину взаємодії:
{\displaystyle |\psi _{S}(t)\rangle ={\hat {U}}(t)|\psi _{H}\rangle ={\hat {U}}_{0}(t)|\psi _{I}(t)\rangle .}